# Синан-паша (адмирал)
Сина́н-паша́, также известен как Синанудди́н Юсу́ф-паша́ (хорв. Sinan-paša Opuković, тур. Sinan Paşa; Сараево — 21 декабря 1553 года, Стамбул) — османский адмирал; брат великого визиря Рустема-паши.

## Биография
Вероятно, был родом из боснийской семьи Опуковичей или Чигаличей, проживавших в Сараево. Также считается, что он мог быть хорватом из Скрадина, сербом или албанцем. В документах от 1557 и 1561, касающихся Рустема-паши, их отцом значится Абдуррахман или Абдуррахим. Считается, что кроме Рустема, у Синана был брат Мустафа и сестра Нефисе; все они были мусульманами.
Будучи ребёнком, вместе с братом Рустемом прибыл в Стамбул, где приступил к обучению в Эндеруне. В 1550 году сменил на посту адмирала османского флота Соколлу Мехмеда. Год спустя он командовал флотилией против мальтийских рыцарей при осаде Триполи, а в 1553 году пришёл на помощь Франции в Средиземном море. В это же время своё возвышение начал и Тургут-реис. Вместе они провели несколько успешных кампаний в Северной Африке. В 1551 году Тургут-реис захватил Триполи и заметно поднялся в глазах Падишаха. Несмотря на то, что и султан и другие капитаны считали Тургута более успешным моряком, Синан оставался в должности до самой смерти.
Несмотря на наличие двух дочерей и сына, Синан-паша завещал своё состояние жене брата Михримах Султан. На момент смерти паши его собственная мечеть, строившаяся по проекту Синана в Бешикташе, была не завершена и Синана-пашу похоронили в мечети Михримах в Ускюдаре.

## Киновоплощения
- В сериале «Великолепный век» роль Синана-паши исполнил Сердар Орчин.